# ميشيل بويغ
ميشيل بويغ (بالفرنسية: Michel Puig)‏ هو موسيقي وملحن ومخرج فرنسي، ولد في 1930.

## وصلات خارجية
- ميشيل بويغ على موقع ميوزك برينز (الإنجليزية)
- ميشيل بويغ على موقع أول ميوزيك (الإنجليزية)
- ميشيل بويغ على موقع ديسكوغز (الإنجليزية)